# Ishikawa Kin’ichirō
|  | Dieser Artikel wurde auf der Qualitätssicherungsseite des Projekts Bildende Kunst eingetragen. Die Mitarbeiter der QS-Bildende Kunst arbeiten daran, die Qualität der Artikel aus dem Themengebiet Kunst auf ein besseres Niveau zu bringen. Bitte hilf mit, die Mängel dieses Artikels zu beheben und beteilige Dich an der Diskussion. |

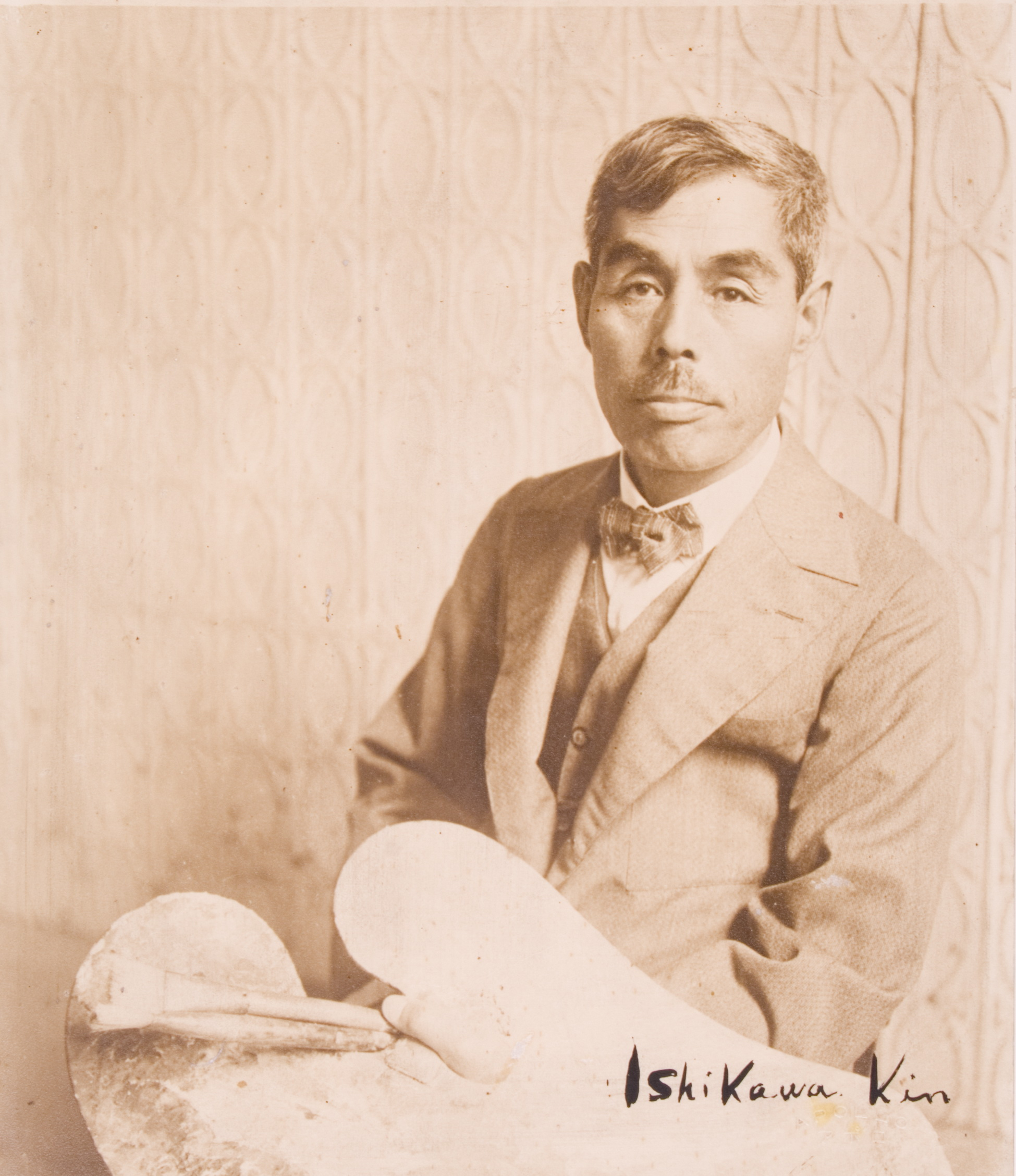
Ishikawa Kin’ichiro

Ishikawa Kin’ichirō (japanisch 石川 欽一郎; geboren 8. August 1871, gestorben 10. September 1945) war ein japanischer Maler.
Er kommt aus der Shizuoka. Er unterrichtete Teilzeit in Taiwan an der Universität Taipeh und als Vollzeitlehrer am Taiwan Mandarin Institute. Er förderte die moderne westliche Kunstausbildung in Taiwan und galt als Pionier der Kunstausbildung. In Taiwan initiierte er das monatliche Kunst- und Kulturtreffen und die Teeparty (1913–1916). Er kam nach Taiwan, um über Plattformen wie die Taiwan Daily News und die Taiwan Times aktiv für Aquarellmalerei in Schulen und außerhalb des Campus zu werben. Er veröffentlichte Gemälde und Artikel The Latest Watercolor Painting Method, Extracurricular Painting Posts, Mountain Purple Water Ming und leitete die Seven Star Painting Society, die Taiwan Watercolor Painting Society, die Keelung Asian Painting Association sowie Schulkunst Workshops und Kurse für Amateure. In den 1920er Jahren gehörten zu Taiwans Malerkreisen Lee Shih-chiao, Huang Yibin (黄奕滨), Li Mei-shu, Ni Jianghuai (倪蒋怀), Ran In-ting und Lee Tze-fan. Ishikawa setzte sich dafür ein, dass die taiwanesische Regierung eine gesponserte Kunstausstellung veranstalten sollte und gründete die Taiwan Fine Arts Exhibition. Taiwan hat eine Tradition, eine kompetitive Kunstausstellung zu veranstalten, bei der Ishikawa als Prüfer fungierte. Diese Tradition wird seit mehr als 80 Jahren fortgeführt und gilt als Symbol für die wichtige Arbeit und Modernisierung des staatlichen Kultur- und Kunstsektors.